# Pit People
Pit People — видеоигра в жанре ролевой игры и стратегии от независимого разработчика игр The Behemoth. Ранняя версия для Microsoft Windows и Xbox One была выпущена в январе 2017 года, а полная версия — в марте 2018 года.

## Разработка
Компания The Behemoth, основанная в 2003 году в Сан-Диего, Калифорния, известна созданием игр с необычным юмором и характерным мультяшным стилем. Успех их предыдущих игр — Alien Hominid, Castle Crashers и BattleBlock Theater — укрепил их репутацию независимого разработчика игр. Когда BattleBlock Theater приблизился к выпуску в апреле 2013 года, компания начала работу над Pit People под кодовым названием «Game 4» (четвёртая игра студии). Новая игра была разработана, чтобы продолжить историю своей предшественницы, и в обеих играх заметно фигурирует «космический медведь». Первоначальная концепция игры, ориентированная на арену, называлась «Pit People». Behemoth намеревался создать командную игру и со временем разработал элементы стратегического геймплея — бои на основе гексогональной сетки были разработаны за несколько месяцев. Это был новый жанр для компании, зарекомендовавшей себя играми в жанре экшн. К 2014 году игра превратилась в «быстрое пошаговое совместное приключение с элементами управления и ролевой игры», разрабатываемое для Xbox One и Steam. Хотя жанр был новым для разработчика, игра сохранила свой фирменный стиль. Команда анонсировала игру в августе 2014 года, когда она дебютировала в качестве играбельной демоверсии на выставке PAX Prime. Год спустя вышел первый трейлер, закрытое бета-тестирование состоялось в сентябре 2016 года. Версии программы Steam Early Access и Xbox One Game Preview были запущены 13 января 2017 года. В своем блоге The Behemoth объявили, что планируют выпустить игру в первые несколько месяцев 2018 года. 21 февраля было объявлено, что игра выйдет 2 марта.

## Приём
| Сводный рейтинг | Сводный рейтинг                                   |
| Агрегатор       | Оценка                                            |
| --------------- | ------------------------------------------------- |
| Metacritic      | 78/100 (PC, 16 обзоров) 79/100 (XOne, 12 обзоров) |

Игра получила преимущественно положительные отзывы. На сайте-агрегаторе Metacritic средняя оценка игры составляет 78 из 100 на основе 16 обзоров для платформы PC и 79 из 100 на основе 12 обзоров для платформы Xbox One.
В предварительном просмотре в начале 2015 года Polygon написал, что схема управления в игре, по-видимому, уравновешивает доступность для новичков и тактические возможности для ветеранов. Они добавили, что это был самый смешной титул на выставке PAX East. PC Gamer отметил забавность игры и удовольствие от игрового процесса. GameSpot охарактеризовал игровой процесс и стиль как «хаотичный» и «беззастенчиво низкопробный» в свете цели, основанной на уничтожении фекалий. По данным агрегатора обзоров Metacritic, после выпуска игра получила положительные отзывы. Она была номинирован на премию National Academy of Video Game Trade Reviewers Awards в категории «Сценарий комедии».
Летом 2018 года, благодаря уязвимости в защите Steam Web API, стало известно, что точное количество пользователей сервиса Steam, которые играли в игру хотя бы один раз, составляет 295 630 человек.